# România la Jocurile Olimpice de vară din 1964
România a participat la Jocurile Olimpice de vară din 1964 care au avut loc la Tokio, Japonia, în perioada 10-24 octombrie 1964. Caiacistul Aurel Vernescu a fost portdrapelul României la ceremonia de deschidere.

## Medalii

### Aur
- Iolanda Balaș — atletism, săritura în înălțime
- Mihaela Peneș — atletism, aruncarea suliței

### Argint
- Andrei Igorov — caiac canoe, 1000m
- Hilde Lauer — caiac canoe, 500m
- Ion Tripșa — tir, pistol viteză individual
- Valeriu Bularca — lupte greco-romane (70 kg)

### Bronz
- Lia Manoliu — atletism, aruncarea discului
- Aurel Vernescu — caiac canoe, 1000m
- Simion Cuciuc, Afanasie Sciotnic, Mihai Țurcaș și Aurel Vernescu — caiac canoe, 1000m
- Hilde Lauer și Cornelia Sideri — caiac canoe, 500m
- Dumitru Pârvulescu — lupte greco-romane (52 kg)
- Ion Cernea — lupte greco-romane (57 kg)

## Atletism

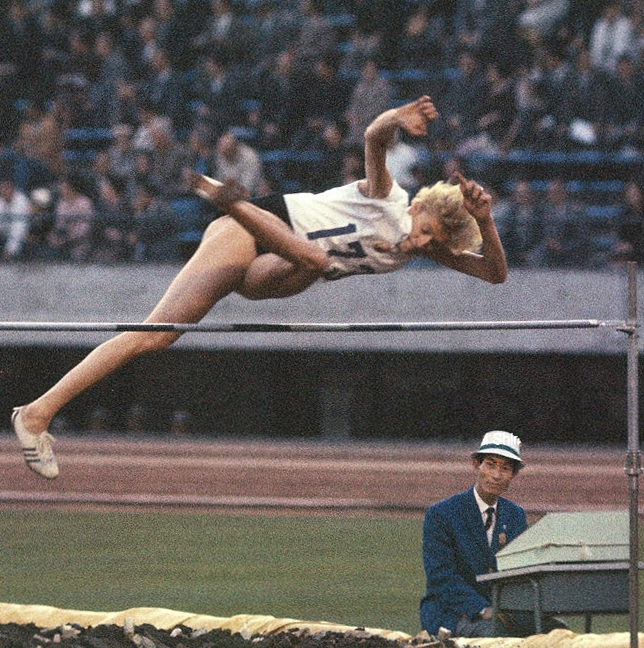
Iolanda Balaș

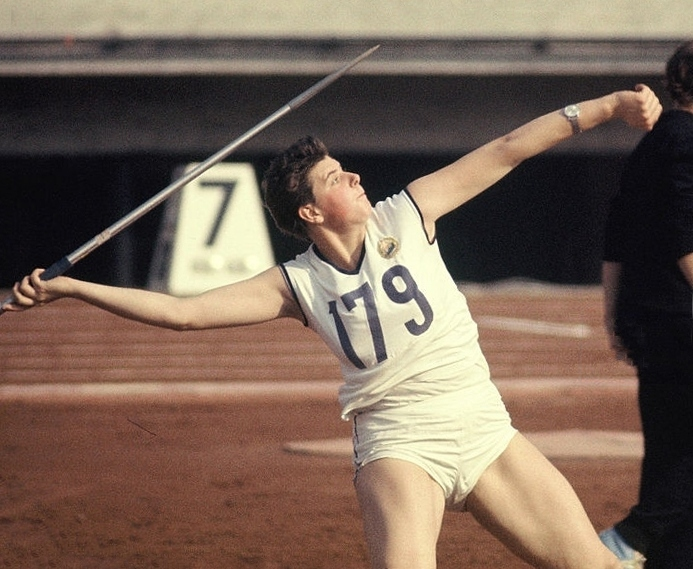
Mihaela Peneș

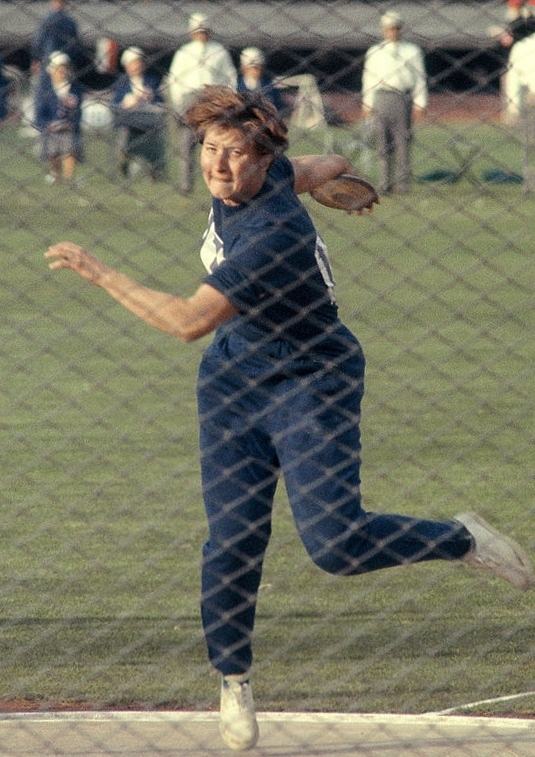
Lia Manoliu

Probe pe șosea și pistă
| Atlet               | Probă         | Serie    | Serie | Sferturi     | Sferturi     | Semifinală   | Semifinală   | Finală            | Finală            |
| Atlet               | Probă         | Rezultat | Loc   | Rezultat     | Loc          | Rezultat     | Loc          | Rezultat          | Loc               |
| ------------------- | ------------- | -------- | ----- | ------------ | ------------ | ------------ | ------------ | ----------------- | ----------------- |
| Valeriu Jurcă       | 200 m         | 21,8     | 6     | nu a avansat | nu a avansat | nu a avansat | nu a avansat | nu a avansat      | nu a avansat      |
| Valeriu Jurcă       | 400 m garduri | 52,7     | 6     | N/A          | N/A          | nu a avansat | nu a avansat | nu a avansat      | nu a avansat      |
| Andrei Barabaș      | 5000 m        | 14:00,2  | 4     | N/A          | N/A          | N/A          | N/A          | nu a avansat      | nu a avansat      |
| Andrei Barabaș      | 10 000 m      | N/A      | N/A   | N/A          | N/A          | N/A          | N/A          | nu a terminat     | nu a terminat     |
| Constantin Grecescu | maraton       | N/A      | N/A   | N/A          | N/A          | N/A          | N/A          | 2:30:42.6         | 36                |
| Dumitru Chitoban    | maraton       | N/A      | N/A   | N/A          | N/A          | N/A          | N/A          | nu a luat startul | nu a luat startul |
| Elias Baruch        | 20 km marș    | N/A      | N/A   | N/A          | N/A          | N/A          | N/A          | nu a luat startul | nu a luat startul |
| Andrei Savescu      | 20 km marș    | N/A      | N/A   | N/A          | N/A          | N/A          | N/A          | nu a luat startul | nu a luat startul |
| Ilie Popa           | 50 km marș    | N/A      | N/A   | N/A          | N/A          | N/A          | N/A          | 4:57:40,8         | 28                |
| Emil Dragan         | 50 km marș    | N/A      | N/A   | N/A          | N/A          | N/A          | N/A          | nu a luat startul | nu a luat startul |

Probe pe teren
| Atlet                 | Probă      | Calificare        | Calificare        | Finală            | Finală            |
| Atlet                 | Probă      | Distanță          | Loc               | Distanță          | Loc               |
| --------------------- | ---------- | ----------------- | ----------------- | ----------------- | ----------------- |
| Constantin Badea      | lungime    | nu a luat startul | nu a luat startul | nu a luat startul | nu a luat startul |
| Șerban Ciochină       | triplusalt | 15,81             | 11                | 16,23             | 5                 |
| Gheorghe Zembresteanu | greutate   | nu a luat startul | nu a luat startul | nu a luat startul | nu a luat startul |
| Nicolae Murafa        | ciocan     | nu a luat startul | nu a luat startul | nu a luat startul | nu a luat startul |
| Iolanda Balaș         | înălțime   | 1,70              | =1                | 1,90              | 1                 |
| Viorica Viscopoleanu  | lungime    | 6,37              | =4                | 6,35              | 5                 |
| Ana Sălăgean          | greutate   | 15,31             | 9                 | 15,83             | 8                 |
| Lia Manoliu           | disc       | 53,64             | 4                 | 56,97             | 3                 |
| Olimpia Cataramă      | disc       | 53,20             | 5                 | 53,08             | 8                 |
| Mihaela Peneș         | suliță     | 51,19             | 6                 | 60,54             | 1                 |
| Maria Diaconescu      | suliță     | 51,12             | 7                 | 53,71             | 6                 |

## Box
| Sportiv              | Probă                 | Primul meci               | Al 2-lea meci              | Al 3-lea meci      | Sferturi               | Semifinale        | Finală            | Finală |
| Sportiv              | Probă                 | Adversar Rezultat         | Adversar Rezultat          | Adversar Rezultat  | Adversar Rezultat      | Adversar Rezultat | Adversar Rezultat | Loc    |
| -------------------- | --------------------- | ------------------------- | -------------------------- | ------------------ | ---------------------- | ----------------- | ----------------- | ------ |
| Constantin Ciucă     | muscă masculin        | Henry (CAN) C DS          | Van Cuylenburg (SRI) C 5–0 | N/A                | Olech (POL) P 0–5      | Nu a avansat      | Nu a avansat      | =5     |
| Nicolae Puiu         | cocoș masculin        | van der Walt (ZAM) C k.o. | Johnson (USA) C 5–0        | N/A                | Sakurai (JPN) P 0–5    | Nu a avansat      | Nu a avansat      | =5     |
| Constantin Crudu     | pană masculin         | Caminero (CUB) C 4–1      | Limmonen (FIN) C 3–2       | N/A                | Stepașkin (URS) P k.o. | Nu a avansat      | Nu a avansat      | =5     |
| Iosif Mihalic        | semiușoară masculin   | N/A                       | König (AUT) C AOL          | Fasoli (ITA) C 4–1 | Kulej (POL) P 1–4      | Nu a avansat      | Nu a avansat      | =5     |
| Constantin Niculescu | ușoară masculin       | Ramírez (MEX) C 5–0       | Mabwa (UGA) P 2–3          | N/A                | Nu a avansat           | Nu a avansat      | Nu a avansat      | =9     |
| Vasile Mirza         | semimijlocie masculin | Geum-Taek (KOR) C 5–0     | El-Nahas (EGY) C 3–2       | N/A                | Grzesiak (POL) P 1–4   | Nu a avansat      | Nu a avansat      | =5     |
| Ion Monea            | mijlocie masculin     | N/A                       | Deok-Pal (KOR) C 5–0       | N/A                | Schulz (GER) P 0–5     | Nu a avansat      | Nu a avansat      | =5     |
| Gheorghe Negrea      | semigrea masculin     | Kiseliov (URS) P 0–5      | Nu a avansat               | Nu a avansat       | Nu a avansat           | Nu a avansat      | Nu a avansat      | =17    |
| Vasile Mariuțan      | grea masculin         | Pandov (BUL) C 5–0        | N/A                        | N/A                | Ros (ITA) P DS         | Nu a avansat      | Nu a avansat      | =5     |

## Caiac canoe

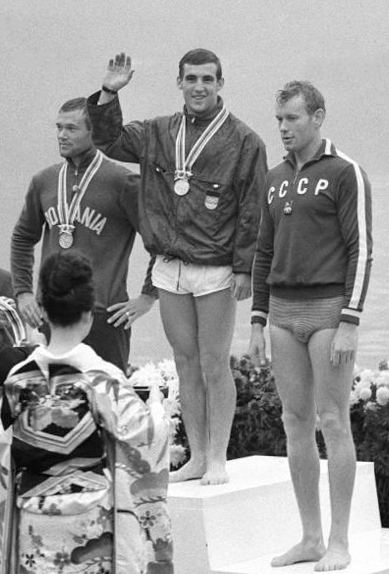
Andrei Igorov (la stânga)

| Sportiv                                                     | Probă                     | Rezultat | Loc |
| ----------------------------------------------------------- | ------------------------- | -------- | --- |
| Andrei Igorov                                               | C-1 1000 metri - masculin | 4:37,89  | 2   |
| Igor Lipalit Achim Sidorov                                  | C-2 1000 metri - masculin | 4:09,88  | 5   |
| Aurel Vernescu                                              | K-1 1000 metri - masculin | 4:00,77  | 3   |
| Haralambie Ivanov Vasile Nicoară                            | K-2 1000 metri - masculin | 3:41,12  | 4   |
| Simion Cuciuc Mihai Țurcaș Atanasie Sciotnic Aurel Vernescu | K-4 1000 metri - masculin | 3:15,51  | 3   |
| Hilde Lauer                                                 | K-1 500 metri - feminin   | 2:15,35  | 2   |
| Hilde Lauer Cornelia Sideri                                 | K-2 500 metri - feminin   | 2:00,25  | 3   |

## Canotaj
| Sportiv                                                            | Probă                   | Serie   | Serie | Recalificări | Recalificări | Finală B | Finală B | Finală A      | Finală A      | Loc |
| Sportiv                                                            | Probă                   | Timp    | Loc   | Timp         | Loc          | Timp     | Loc      | Timp          | Loc           | Loc |
| ------------------------------------------------------------------ | ----------------------- | ------- | ----- | ------------ | ------------ | -------- | -------- | ------------- | ------------- | --- |
| Gheorghe Riffelt Ionel Petrov Oprea Păunescu (cârmaci)             | Dublu rame cu cârmaci   | 8:02,34 | 2     | 7:38,36      | 3            | 7:35,74  | 4        | nu au avansat | nu au avansat | 10  |
| Ștefan Pongratz Ludovic Covaci-Borbely Carol Vereș Nichifor Tarara | Patru rame fără cârmaci | 6:57,35 | 2     | 6:30,37      | 2            | 6:27,28  | 3        | nu au avansat | nu au avansat | 9   |

## Ciclism
| Sportiv                                               | Probă             | Rezultat   | Loc |
| ----------------------------------------------------- | ----------------- | ---------- | --- |
| Gabriel Moiceanu                                      | Cursă individuală | 4:39:51,79 | 55  |
| Constantin Ciocan                                     | Cursă individuală | 4:39:51,79 | 56  |
| Ion Cosma                                             | Cursă individuală | 4:39:51,79 | 57  |
| Gheorghe Badara Constantin Ciocan Ion Cosma Emil Rusu | Echipe            | 2:31:22,96 | 9   |

## Fotbal
Echipa
| - Bujor Hălmăgeanu - Carol Creiniceanu - Constantin Koszka - Cornel Pavlovici - Dan Coe - Dumitru Ivan - Emerich Jenei - Emil Petru - Gheorghe Constantin - Ilie Datcu - Ilie Greavu - Ion Ionescu - Ion Nunweiller - Marin Andrei - Mircea Petescu - Nicolae Georgescu - Sorin Avram - Ion Pîrcălab | - Stere Adamache (r) - Emil Dumitriu (r) |

Antrenor: Silviu Ploeșteanu
| Echipă  | Probă            | Faza grupelor | Faza grupelor  | Faza grupelor | Sferturi      | Locurile 5-8  | Locurile 5-8     | Finală / FM   | Finală / FM   | Loc |
| Echipă  | Probă            | Adversar Scor | Adversar Scor  | Adversar Scor | Adversar Scor | Adversar Scor | Adversar Scor    | Adversar Scor | Adversar Scor | Loc |
| ------- | ---------------- | ------------- | -------------- | ------------- | ------------- | ------------- | ---------------- | ------------- | ------------- | --- |
| România | Turneul masculin | Mexic C 3-1   | Germania E 1-1 | Iran C 1-0    | Ungaria P 0-2 | Ghana C 4-2   | Iugoslavia C 3-0 | Nu a avansat  | Nu a avansat  | 5   |

## Gimnastică
Masculin
Individual compus și echipe
| Sportiv            | Aparat | Aparat | Aparat        | Aparat        | Aparat | Aparat | Aparat   | Aparat   | Aparat   | Aparat   | Aparat | Aparat | Total  | Total |
| Sportiv            | Sol    | Sol    | Cal cu mânere | Cal cu mânere | Inele  | Inele  | Sărituri | Sărituri | Paralele | Paralele | Bară   | Bară   | Total  | Total |
| Sportiv            | Puncte | Loc    | Puncte        | Loc           | Puncte | Loc    | Puncte   | Loc      | Puncte   | Loc      | Puncte | Loc    | Puncte | Loc   |
| ------------------ | ------ | ------ | ------------- | ------------- | ------ | ------ | -------- | -------- | -------- | -------- | ------ | ------ | ------ | ----- |
| Frederic Orendi    | 18,30  | 60     | 18,55         | =28           | 17,90  | =65    | 18,90    | =36      | 18,80    | =30      | 18,95  | =18    | 111,40 | 31    |
| Gheorghe Tohăneanu | 18,45  | =46    | 18,00         | =72           | 18,10  | 56     | 18,85    | =42      | 18,65    | =45      | 18,55  | 46     | 110,60 | =45   |
| Anton Cadar        | 18,35  | =54    | 17,70         | =83           | 18,55  | =31    | 18,75    | =54      | 18,80    | =30      | 18,30  | =60    | 110,45 | 51    |
| Alexandru Szilaghi | 18,75  | =23    | 17,70         | =83           | 17,95  | =62    | 18,80    | =48      | 18,30    | =72      | 17,55  | =86    | 109,05 | 69    |
| Gheorghe Condovici | 17,60  | =92    | 17,95         | =76           | 17,35  | =89    | 18,50    | =90      | 18,10    | =87      | 17,65  | =82    | 107,15 | =86   |
| Petre Miclăuș      | 17,95  | =78    | 18,05         | =69           | 17,75  | =74    | 18,70    | =69      | 18,20    | =79      | 16,45  | 113    | 107,10 | 88    |
| România            |        |        |               |               |        |        |          |          |          |          |        |        | 550,65 | 12    |

Feminin
Individual compus și echipe
| Sportivă         | Aparat | Aparat | Aparat   | Aparat   | Aparat           | Aparat           | Aparat | Aparat | Total   | Total |
| Sportivă         | Sol    | Sol    | Sărituri | Sărituri | Paralele inegale | Paralele inegale | Bârnă  | Bârnă  | Total   | Total |
| Sportivă         | Puncte | Loc    | Puncte   | Loc      | Puncte           | Loc              | Puncte | Loc    | Puncte  | Loc   |
| ---------------- | ------ | ------ | -------- | -------- | ---------------- | ---------------- | ------ | ------ | ------- | ----- |
| Sonia Iovan      | 18,666 | =25    | 18,899   | =16      | 18,966           | =8               | 18,866 | 14     | 75,397  | =14   |
| Elena Popescu    | 18,833 | =18    | 18,632   | 33       | 18,766           | =16              | 18,899 | =11    | 75,130  | 20    |
| Elena Ceampelea  | 18,200 | 50     | 18,666   | =30      | 18,399           | =37              | 18,566 | =31    | 73,831  | =37   |
| Atanasia Ionescu | 18,133 | =53    | 18,500   | =42      | 18,599           | =27              | 18,466 | =35    | 73,698  | 41    |
| Emilia Liță      | 18,332 | =47    | 17,632   | 71       | 18,599           | =27              | 18,432 | =39    | 72,995  | 48    |
| Cristina Doboșan | 18,133 | =53    | 18,532   | =40      | 18,432           | 35               | 17,400 | 72     | 72,497  | 54    |
| România          |        |        |          |          |                  |                  |        |        | 371,984 | 6     |

## Haltere
| Sportiv      | Probă  | Împins   | Împins | Smuls    | Smuls | Aruncat  | Aruncat | Total | Loc |
| Sportiv      | Probă  | Rezultat | Loc    | Rezultat | Loc   | Rezultat | Loc     | Total | Loc |
| ------------ | ------ | -------- | ------ | -------- | ----- | -------- | ------- | ----- | --- |
| Fitzi Balaș  | −60 kg | 115,0    | =4     | FR       | –     | –        | –       | 115,0 | –   |
| Lazăr Baroga | −90 kg | 145,0    | =6     | 135,0    | =5    | 180,0    | =2      | 460,0 | 5   |

## Lupte
Masculin greco-roman
| Sportiv            | Probă        | Primul meci       | Al 2-lea meci      | Al 3-lea meci     | Al 4-lea meci          | Al 5-lea meci       | Al 6-lea meci        | Al 7-lea meci     | Loc |
| Sportiv            | Probă        | Adversar Rezultat | Adversar Rezultat  | Adversar Rezultat | Adversar Rezultat      | Adversar Rezultat   | Adversar Rezultat    | Adversar Rezultat | Loc |
| ------------------ | ------------ | ----------------- | ------------------ | ----------------- | ---------------------- | ------------------- | -------------------- | ----------------- | --- |
| Dumitru Pîrvulescu | muscă        | Jensen (DEN) C    | del Rio (MEX) C    | Lacour (GER) C    | N/A                    | Kerezov (BUL) P     | Hanahara (JPN) P     | N/A               | 3   |
| Ion Cernea         | cocoș        | Varga (HUN) E     | Knitter (POL) C    | Švec (TCH) C      | Beşergil (TUR) C       | Trosteanski (URS) P | N/A                  | N/A               | 3   |
| Marin Bolocan      | pană         | Olsson (SWE) P    | Aka Sayed (AFG) C  | Mir Malek (IRI) E | Hamid (EGY) P          | Nu a avansat        | Nu a avansat         | N/A               |     |
| Valeriu Bularca    | ușoară       | Tapio (FIN) E     | Ik-Jong (KOR) C    | Burke (USA) C     | Johnsson (SWE) C       | Ayvaz (TUR) E       | Gvantseladze (URS) C | Fujita (JPN) E    | 2   |
| Ion Țăranu         | semimijlocie | Petkov (BUL) C    | Kolesov (URS) E    | Laakso (FIN) E    | Zoghian (IRI) C        | nu a avansat        | nu a avansat         | N/A               | =5  |
| Gheorghe Popovici  | mijlocie     | Olenik (URS) E    | Metz (GER) P       | Baughman (USA) C  | nu a avansat           | nu a avansat        | nu a avansat         | N/A               |     |
| Nicolae Martinescu | semigrea     | Sosnowski (POL) E | Bulgarelli (ITA) C | Yılmaz (TUR) C    | Wiesberger Jr. (AUT) C | Radev (BUL) P       | N/A                  | N/A               | 4   |
| Ștefan Stîngu      | grea         | Kasabov (BUL) E   | Svensson (SWE) P   | Roșcin (URS) P    | nu a avansat           | nu a avansat        | nu a avansat         | N/A               |     |

Masculin stil liber
| Sportiv            | Probă        | Primul meci       | Al 2-lea meci     | Al 3-lea meci     | Al 4-lea meci     | Al 5-lea meci     | Al 6-lea meci     | Loc |
| Sportiv            | Probă        | Adversar Rezultat | Adversar Rezultat | Adversar Rezultat | Adversar Rezultat | Adversar Rezultat | Adversar Rezultat | Loc |
| ------------------ | ------------ | ----------------- | ----------------- | ----------------- | ----------------- | ----------------- | ----------------- | --- |
| Gheorghe Țarălungă | muscă        | Aliev (URS) P     | Malov (BUL) P     | Nu a avansat      | Nu a avansat      | Nu a avansat      | Nu a avansat      |     |
| Ștefan Tampa       | semimijlocie | Watanabe (JPN) P  | Heinze (GER) P    | Nu a avansat      | Nu a avansat      | Nu a avansat      | Nu a avansat      |     |
| Francisc Balla     | semigrea     | Miadved (URS) P   | Conine (USA) E    | Nu a avansat      | Nu a avansat      | Nu a avansat      | Nu a avansat      |     |
| Ștefan Stîngu      | grea         | Kubát (TCH) E     | Andhalkar (IND) C | Ahmedov (BUL) P   | Ivanițki (URS) P  | Nu a avansat      | N/A               | 6   |

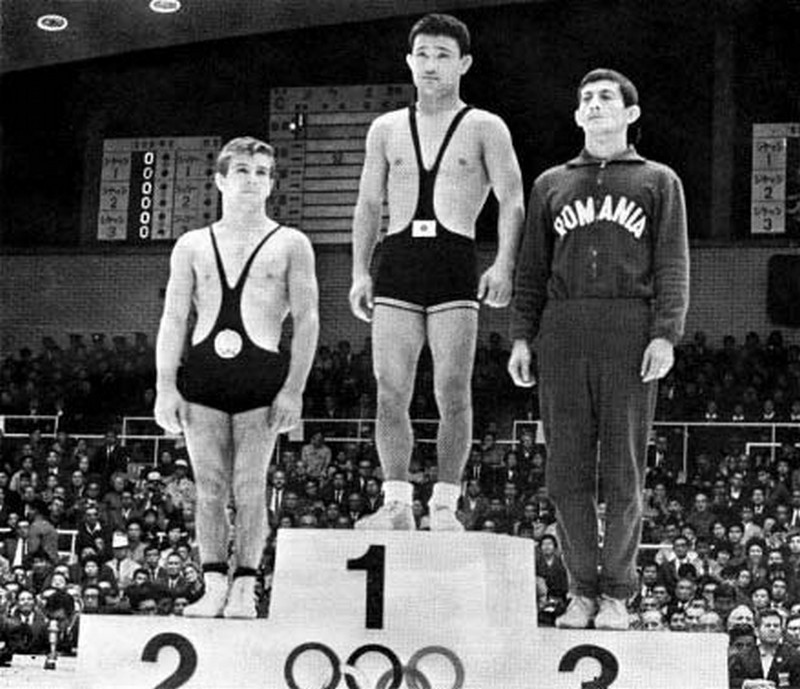
Andrei Igorov (la dreapta)
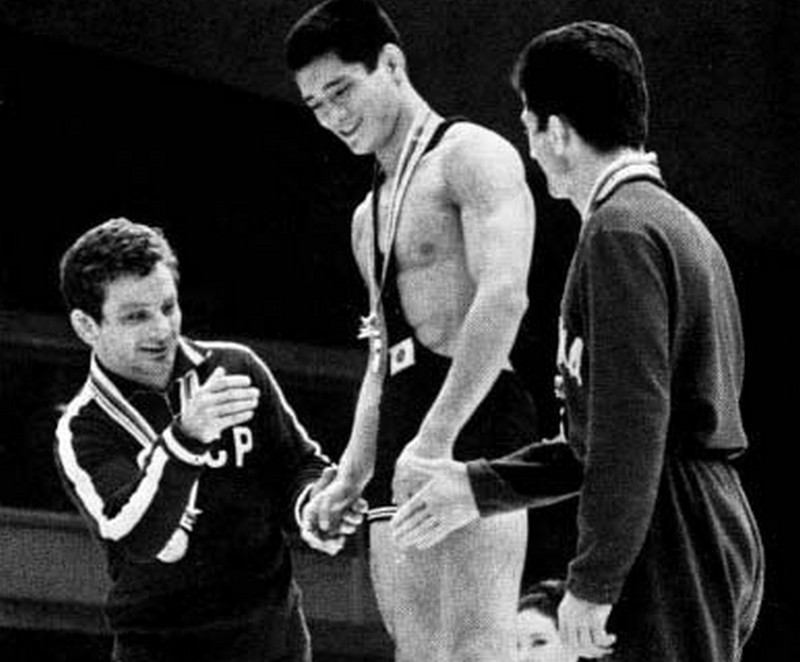
Ion Cernea (la dreapta)

## Polo pe apă
Echipa
| - Mircea Ștefănescu - Anatol Grințescu - Alexandru Szabo - Ștefan Kroner - Nicolae Firoiu - Gruia Novac - Cornel Mărculescu - Emil Mureșan - Aurel Zahan - Iosif Culineac | - Cosma Liță (r) |

| Echipă  | Probă            | Runda preliminară | Runda preliminară | Semifinale     | Semifinale    | Locurile 5-8        | Locurile 5-8  | Locurile 5-8 | Runda finală  | Runda finală  |
| Echipă  | Probă            | Adversar Scor     | Adversar Scor     | Adversar Scor  | Adversar Scor | Adversar Scor       | Adversar Scor | Loc          | Adversar Scor | Adversar Scor |
| ------- | ---------------- | ----------------- | ----------------- | -------------- | ------------- | ------------------- | ------------- | ------------ | ------------- | ------------- |
| România | Turneul masculin | Italia P 3-4      | Japonia C 9-4     | Germania C 5-4 | URSS E 2-2    | Țările de Jos C 6-1 | Belgia P 3-5  | 5            | Nu a avansat  | Nu a avansat  |

## Scrimă
| Sportiv                                                                            | Probă                      | Loc        |
| ---------------------------------------------------------------------------------- | -------------------------- | ---------- |
| Ionel Drîmbă                                                                       | Floretă masculin           | al 4-a tur |
| Ștefan Haukler                                                                     | Floretă masculin           | al 2-a tur |
| Tănase Mureșanu                                                                    | Floretă masculin           | al 2-a tur |
| Ana Pascu                                                                          | Floretă feminin            | al 3-a tur |
| Olga Orban-Szabo                                                                   | Floretă feminin            | al 3-a tur |
| Maria Vicol                                                                        | Floretă feminin            | primul tur |
| Attila Csipler Ionel Drîmbă Iuliu Falb Ștefan Haukler Tănase Mureșanu              | Floretă masculin pe echipe | 6          |
| Ana Pascu Ileana Gyulai-Drîmbă Olga Orban-Szabo Ecaterina Stahl-Iencic Maria Vicol | Floretă feminin pe echipe  | 5          |
| Ștefan Haukler                                                                     | Spadă masculin             | al 2-a tur |
| Tănase Mureșanu                                                                    | Sabie masculin             | al 3-a tur |
| Ionel Drîmbă                                                                       | Sabie masculin             | al 2-a tur |
| Octavian Vintilă                                                                   | Sabie masculin             | al 2-a tur |
| Attila Csipler Ionel Drîmbă Tănase Mureșanu Octavian Vintilă                       | Sabie masculin pe echipe   | 7          |

## Tir
| Sportiv      | Probă              | Prima rundă | Runda a 2-a | Total  | Total |
| Sportiv      | Probă              | Puncte      | Puncte      | Puncte | Loc   |
| ------------ | ------------------ | ----------- | ----------- | ------ | ----- |
| Ion Tripșa   | Pistol viteză 25 m | 295         | 296         | 591    | 2     |
| Marcel Roșca | Pistol viteză 25 m | 294         | 294         | 588    | 6     |

| Sportiv         | Probă                                     | Puncte | Loc |
| --------------- | ----------------------------------------- | ------ | --- |
| Neagu Bratu     | pistol liber 50 m                         | 542    | 10  |
| Gavril Maghiar  | pistol liber 50 m                         | 540    | 22  |
| Ion Olărescu    | armă liberă calibru redus 50 m, 3 poziții | 1.144  | 7   |
| Nicolae Rotaru  | armă liberă calibru redus 50 m, 3 poziții | 1.132  | 20  |
| Nicolae Rotaru  | armă liberă calibru redus 50 m, culcat    | 595    | 5   |
| Traian Cogut    | armă liberă calibru redus 50 m, culcat    | 593    | 8   |
| Ion Dumitrescu  | trap                                      | 193    | 5   |
| Gheorghe Enache | trap                                      | 182    | 33  |

## Volei
|          | Echipă | Rezultate | Loc |
| -------- | --- | --- | --- |
| Masculin | Aurel Drăgan Constantin Ganciu Davila Plocon Eduard Derzsei Gheorghe Ferariu Horațiu Nicolau Iuliu Szöcs Mihai Chezan Mihai Coste Mihai Grigorovici Nicolae Bărbuță William Schreiber (r) | URSS-România (3-0) România-Brazilia (3-0) România-Bulgaria 3-2 România-Olanda 3-0 România-Coreea de Sud 3-2 România-Ungaria 3-1 Cehoslovacia-România 3-1 Japonia-România 3-0 România-SUA 3-1 | 4   |
| Feminin  | Alexandrina Chezan Ana Mocanu Cornelia Lăzeanu Doina Ivănescu Doina Popescu Elisabeta Goloșie Ileana Enculescu Lia Vanea Natalia Todorovschi Sonia Colceru Marina Stanca (r)              | URSS-România 3-0 Japonia-România 3-0 România-SUA 3-0 România-Coreea de Sud 3-0 Polonia-România 3-0                                                                                           | 4   |